# Linx roig
El linx roig (Lynx rufus) és un mamífer nord-americà de la família dels fèlids i la subfamilia dels felins, que aparegué fa 1,8 milions d'anys a Nord-amèrica.

## Taxonomia
Hi ha hagut debat sobre si s'ha de catalogar aquesta espècie com Lynx rufus o Felis rufus com a part d'una qüestió més àmplia, referent a sí les quatre espècie de linx han de tenir el seu propi gènere o bé han d'estar dins d'un subgènere del gènere Felis. Actualment el gènere Lynx està acceptat, i el linx roig rep el nom científic de Lynx rufus dins de les fonts taxonòmiques modernes.
Johnson et al. informen que els Lynx van compartir clade amb el gènere Puma, el gat de Bengala (Prionailurus), i el gat domèstic (Felis), fa uns 7,15 milions d'anys, i que se'n van començar a diferenciar fa aproximadament uns 3,24 milions d'anys.
Es creu que el linx roig evolucionà a partir del linx nòrdic, el qual va creuar cap a Nord-amèrica a través de Beríngia durant el Plistocè, fa uns 2,6 milions d'anys. La primera onada, que es va traslladar cap a la part meridional de Nord-amèrica, es va veure separada del nord per les glaceres. Aquesta població va evolucionar fins a esdevenir els moderns linx roigs fa uns 20.000 anys. Una segona onada va arribar d'Àsia i es va establir al nord, evolucionant cap a l'actual linx canadenc. De vegades té lloc la hibridació entre individus de linx roig e individus de linx canadenc.

### Subespècies
Hi ha dotze subespècies reconegudes de linx roig:
- L. rufus rufus (Schreber), a l'est i Oest Mitjà dels Estats Units
- L. rufus gigas (Bangs), del nord de Nova York a Nova Escòcia i Nova Brunswick
- L. rufus floridanus (Rafinesque), del sud-est dels Estats Units i l'interior de la vall del Mississipi, fins al sud de Missouri i el sud d'Illinois
- L. rufus superiorensis (Peterson & Downing), a l'oest dels Grans Llacs, inclòs el nord de Michigan, Wisconsin, el sud d'Ontario, i la major part de Minnesota
- L. rufus baileyi (Merriam), al sud-oest dels Estats Units i al nord-oest de Mèxic
- L. rufus californicus (Mearns), a Califòrnia, a l'oest de Sierra Nevada
- L. rufus escuinipae (J. A. Allen), al centre de Mèxic, amb una extensió al nord al llarg de la costa oest al sud de Sonora
- L. rufus fasciatus (Rafinesque), a Oregon, a Washington a l'oest de la serralada Cascades, al nord-oest de Califòrnia, i al sud-oest de la Colúmbia Britànica
- L. rufus oaxacensis (Goodwin), a l'Estat d'Oaxaca
- L. rufus pallescens (Merriam), al nord-oest dels Estats Units i el sud de la Colúmbia Britànica, Alberta i Saskatchewan
- L. rufus peninsularis (Thomas), a la Baixa Califòrnia
- L. rufus texensis (Mearns), a l'oest de Louisiana, Texas, el centre sud d'Oklahoma, i al sud de Tamaulipas, Nuevo León, i Coahuila de Zaragoza[7][8]

La divisió de les subespècies ha estat qüestionada, a causa de la manca de ruptures geogràfiques i poques diferències entre les subespècies proposades.

## Descripció

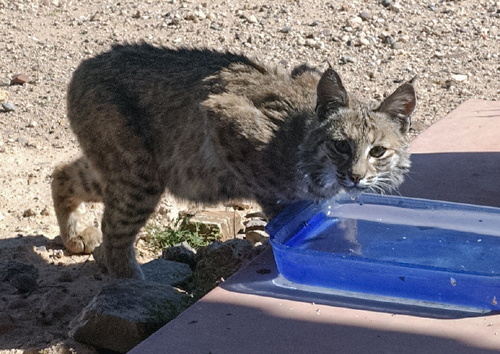
Un linx roig a Tucson, Arizona.

El linx s'assembla a les altres espècies del gènere Lynx, encara que de mitjana és el més petit dels quatre. La coloració del seu pelatge és variable, encara que generalment va del marró clar al marró grisenc, i té ratlles negre pel cos i franges fosques a les potes davanteres i la cua. El patró de les seves taques actua com a camuflatge. Les orelles són puntegudes i de color negre amb petits flocs. En general, el llavis, la barbeta i les parts inferiors són de color blanc. El linx roigs de les regions desèrtiques del sud-oest tenen un pelatge més clar, mentre que els individus de les regions boscoses del nord el tenen més fosc. El gatets neixen amb el pelatge completament desenvolupat.
A Florida s'han vist i capturat alguns individus melànics. Tot i que semblen negres, el seu pelatge segueix mostrant un patró amb taques.
El seu rostre sembla ample a causa dels collars de pells llargs que s'estenen per sota de les orelles. El pelatge és bastant llarg i dens, té un color de base grisa, groguenc o marró vermellós, al rostre, als costats del cos, i a l'esquena. El seu nas és de color rosat i els ulls són de color groc amb les pupilles negres. Les pupiles són cercles negres que de nit augmenten de mida per incrementar la captació de llum. Té un sentits de la vista i l'oide aguds, i un bon sentit de l'olfacte, és un excel·lent escalador, i neda quan cal, encara que normalment evita l'aigua.
El mascle adult té una longitud del cos que varia entre 71 i 100 centímetres (89 de mitjana), amb una cua gruixuda i relativament curta que fa entre 10 i 18 centímetres, i una alçada a les espatlles que varia entre 51 i 61 centímetres. Els mascles adults tenen un pes que varia entre entre 9,1 i 14 kg, mentre que el de les femelles varia entre 5,9 i 9,5. El linx roig més gran mesurat amb precisió va registrar un pes de 22,2 kg, encara que hi ha informes sense verificar que parlen de fins a 27 kg. Es tracta d'un animal musculos, que té les potes del darrere més llargues que les davanteres, el qual li dona un aire de balancejar-se quan camina. Els gatets neixen amb un pes entre 270 i 340 grams, que durant el primer any incrementa fins als 4,5 quilograms, i una longitud de cos d'uns 25 centímetres.
Els individus tenen una mida més gran a la part septentrional de la seva àrea de distribució geogràfica i als hàbitats oberts. Un estudi morfològic comparatiu de la mida fet a l'est dels Estats Units trobà divergència entre mascles i femelles, suggerint una evolució diferent entre sexes.

### Petjades

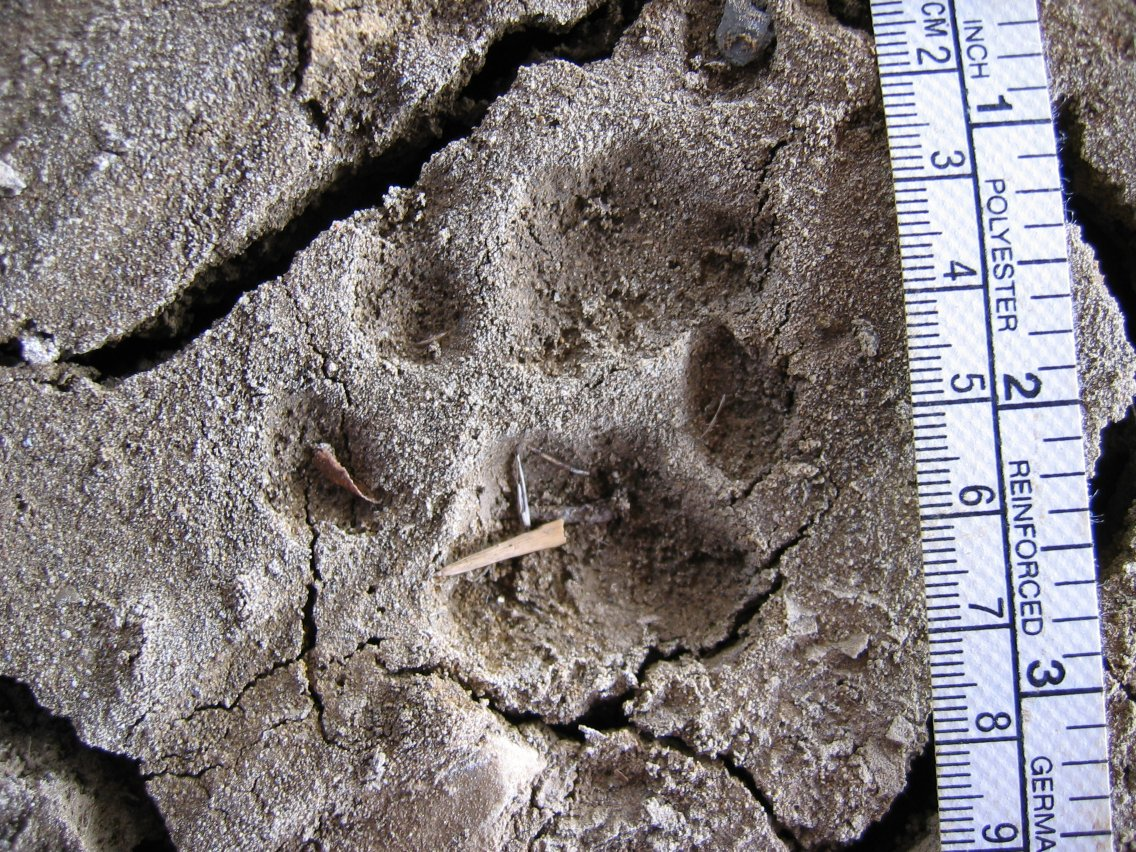
Petjades de linx roig al fang. Noteu que la petjada de la pota posterior (a dalt) cobreix parcialment la petjada de la pota davantera (al centre).

Les petjades de linx roig mostren 4 dits sense marques d'urpes, a causa del fet que aquestes són retràctils. La mida de les petjades pot variar entre 2,5 i 7,6 centímetres, amb una mida mitjana de 4,6 centímetres (com la que es veu a la imatge de l'esquerra). Quan trota les petjades estan separades entre 20 i 46 centímetres. El linx roig pot fer grans avenços quan corre, sovint entre 1,2 i 2,4 metres.
Com en la majoria de felins, la petjada de la pota posterior del linx roig generalment cau exactament sobre la petjada de la pot davantera (no apareix a la imatge). Les petjades del linx roig es distingeixen de les del gat salvatge o gat domèstic per la seva mida més gran, que és aproximadament de 13 cm² enfront dels 10 cm² de les dels altres dos.

## Hàbitat i distribució

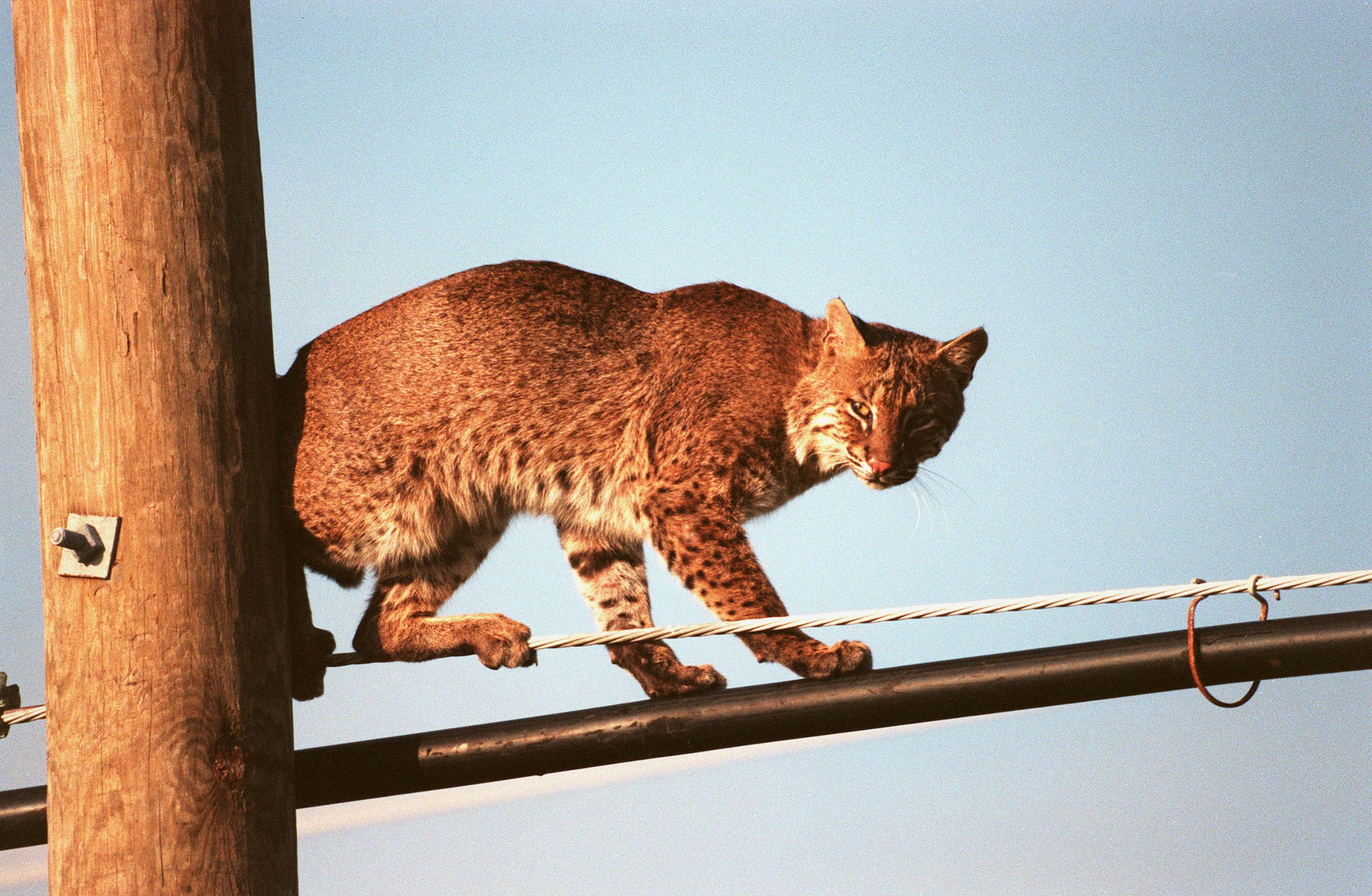
Un linx roig pels voltants d'una àrea urbana. Sembla que el territori de l'espècie no es veu limitat per les poblacions humanes, sempre que pugui trobar un hàbitat adequat.

El linx roig és un animal adaptable, que prefereix els boscos (caducifolis, de coníferes o mixtes), però que a diferència d'altres espècies del gènere Lynx no depèn exclusivament de viure als boscos densos. Pot viure des dels pantans humits de Florida a les terres desèrtiques de Texas o a zones de muntanyes escarpades. Pot viure prop de zones agrícoles, si hi ha sortints rocosos, aiguamolls o extensions de bosc, on el seu pelatge li serveix de camuflatge. La població de linx roig depèn principalment de la població de les seves preses. Altres factors importants alhora de triar un territori són la protecció del clima extremat, la disponibilitat de llocs de descans i caus, la cobertura vegatal densa per caçar i fugir, i la manca de pertorbacions.
El territori del linx roig no sembla estar limitat per les poblacions humanes, sempre que puguin trobar un hàbitat adequat, com poden ser les grans extensions de cultiu intensiu. Pot viure al limits urbans, on els desenvolupament humà intersecciona amb els hàbitats naturals.
El territori històric del linx roig comprenia des del sud del Canadà, passant per tots els Estats Units, fins a l'estat mexicà d'Oaxaca, i encara hi viu a gran part d'aquesta extensió. Els mapes territorials d'aquesta espècie mostren habitualment l'Oest Mitjà i parts del nord-est dels Estats Units, on es creu que ja no hi viu, com són el sud de Minnesota, l'est de Dakota del Sud i gran part de Missouri, principalment a causa dels canvis en els hàbitats provocats per l'agricultura moderna. Encara que es creu que ja no viu a l'oest de Nova York ni a Pennsilvània, recentment s'han registrat múltiples albirament confirmats de linx roig (inclosos espècimens morts), als comtats del centre i sud de l'estat de Nova York.
A més, s'ha confirmat la seva presència al nord d'Indiana, i un exemplar fou mort recentment prop d'Albion, a Michigan. A principis de març del 2010, fou vist un linx roig (i posteriorment capturat per les autoritats) en un parking a Houston. L'agost i setembre de 2010, es van registrar altres casos a Pearland i Friendswood, suburbis de Houston.
La població del Canadà està limitada degut tant a la profunditat de la neu com a la presència del linx canadenc. El linx roig no tolera la neu profunda i roman en zones protegides quan es produeixen fortes tempestes, a causa de la manca dels grans peus encoixinats del linx canadenc, el qual li impedeix suportar eficaçment el seu pes sobre la neu. El linx roig no es troba en completa desavantatge a les zones on el seu territori coincideix amb el del linx canadenc. S'ha observat que a Nova Escòcia, l'agressiu linx roig ha desplaçat al linx canadenc, mentre que la tala de boscos de coníferes l'ha conduït a retirarse cap al nord, en benefici del linx roig. Al nord i centre de Mèxic, viu a matollars secs i boscos de pins i roures. El límit sud de la seva àrea de distribució geogràfica, es troba a part tropical del sud del país.

## Comportament
El linx roig és un animal crepuscular, que es manté actiu des de tres hores abans de la posta de sol i la mitjanit, i entre abans de l'albara i tres hores després de la sortida del sol. Cada nit es desplaça entre 3,2 i 11 quilòmetres. Aquest comportament pot variar segons l'estació de l'any, atès que esdevenen més diürns durant la tardor i l'hivern. Aquest acte és una adaptació a l'activitat de les seves preses, les quals estan més actives de dia durant els mesos més freds.

### Estructura social i territori

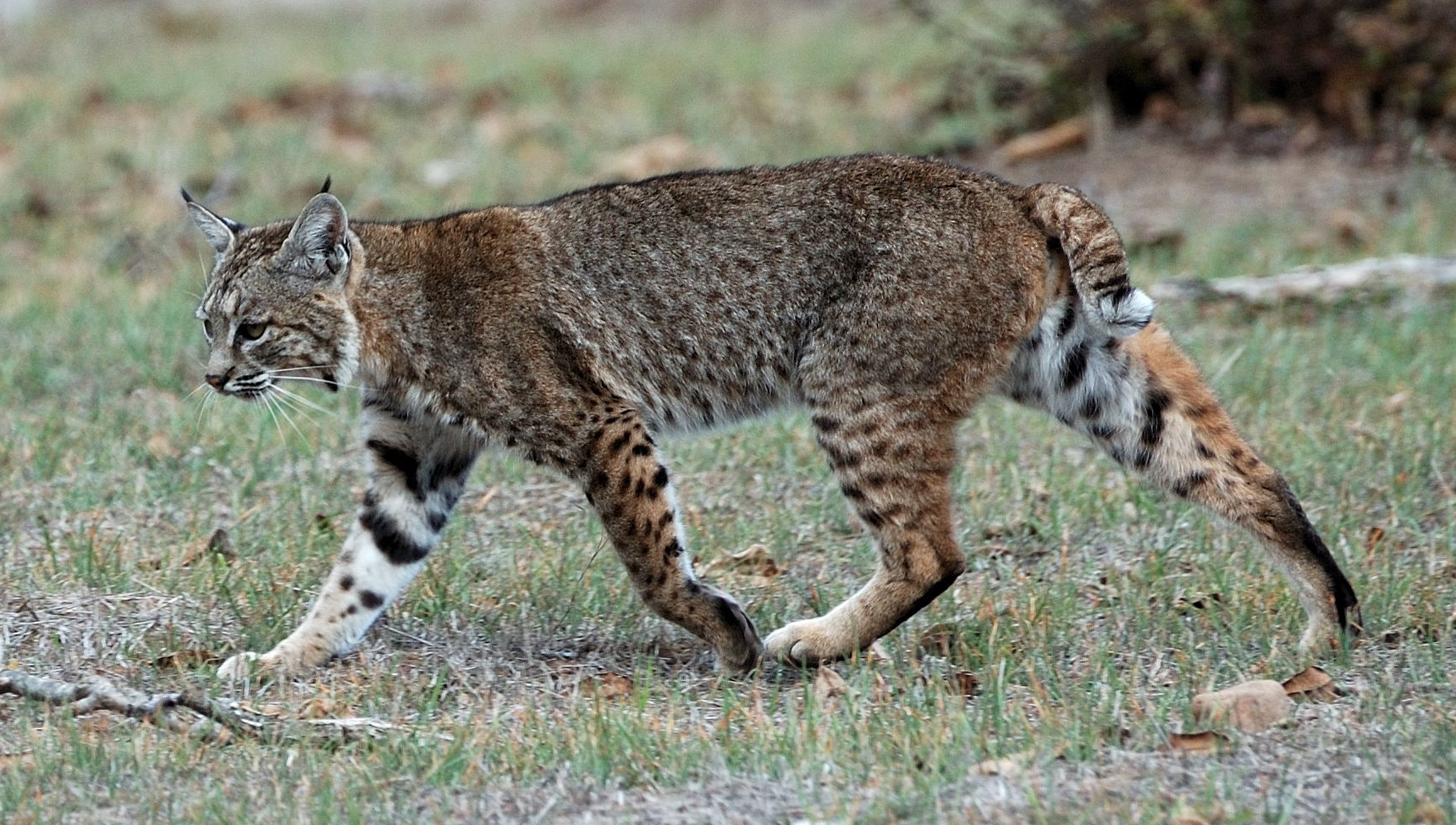
Un linx roig al Calero Creek Trail, a San Jose, Califòrnia.

Les activitats del linx roig estan restringides al seu ben definit territori, que pot variar de mida en funció del gènere i la distribució de preses. Com altres felins, marca el seu territori dipositan excrements, ruixant orina i fent marques amb les urpes sobre llocs visibles. Dins del seu territori el linx roig té nombrosos llocs on refugiar-se: generalment un cau principal i diversos refugis auxiliars a la part més exterior del seu territori, com poder ser troncs buits, piles de matolls o sota les roques. Els seus caus fan una forta olor de l'animal.
La mida dels territoris del linx roig varia significativament. Un resum de recerca de la Unió Internacional per a la Conservació de la Natura (UICN) suggereix que va dels 0,052 als 300 km². Un estudi a Kansas descobrí els mascles residents tenien un territori d'aproximadament 21 km², mentre que el de les femelles era de menys de la meitat. A més, es va observar que els linxs no residents tenien un territori més gran (aproximadament 57 km²) i no tan ben definit, i que els gatets tenien el territori més petit (uns 7,8 km²). La recerca ha demostrat que la dispersió des del territori natal és més pronunciada en els mascles.
Els informes sobre la variació estacional de la mida dels territoris han estat ambigus. Un estudi descobrí una gran variació en la mida dels territoris dels mascles, variant dels 41 km² a l'estiu fins als 100 km² a l'hivern. Un altre descobrí que les femelles, en especial aquelles que estaven reproductivament actives, ampliaven el seu territori a l'hivern, però en canvi els mascles simplement canviaven de territori sense ampliar-lo, el qual estava d'acord amb altres estudis anterior. Altres investigacions a diversos estats americans van mostrar poca o cap variació estacional.
Com la majoria de felins, el linx roig és principalment solitari, encara que els seus territoris sovint s'encavalquen. De manera estranya en un felí, els mascles són tolerants al solapament de territoris, mentre que les femelles rarament s'internen en altres territoris. A causa dels seus petits territoris, dues o més femelles poden conviure en el territori d'un mascle. Quan els territoris de diversos mascles s'encavalquen, sovint s'estableix una jerarquia que dona lloc a l'exclusió d'alguns nòmades de les zones més favorables.
D'acord amb estimacions molt diferents sobre la mida dels territoris, les xifres sobre la densitat de població són divergents, podent variar amb entre 1 i 38 linxs rojos cada 65 km² La mitjana estimada és d'un linx roig cada 10 km². S'ha observat una relació entre la densitat de població i l'índex d'individus de cada gènere. Un estudi va observar que una població densa a Califòrnia tenia un índex de 2,1 mascles per femella. En canvi, quan la densitat disminuïa, l'índex era de 0,86 mascles per femella. Un altre estudi va observar una ràtio similar, i suggeria que els mascles podrien ser més capaços de conviure amb una competència creixent, i que això podria ajudar a limitar la reproducció fins que diversos factors en reduïssin la densitat.

## Dieta

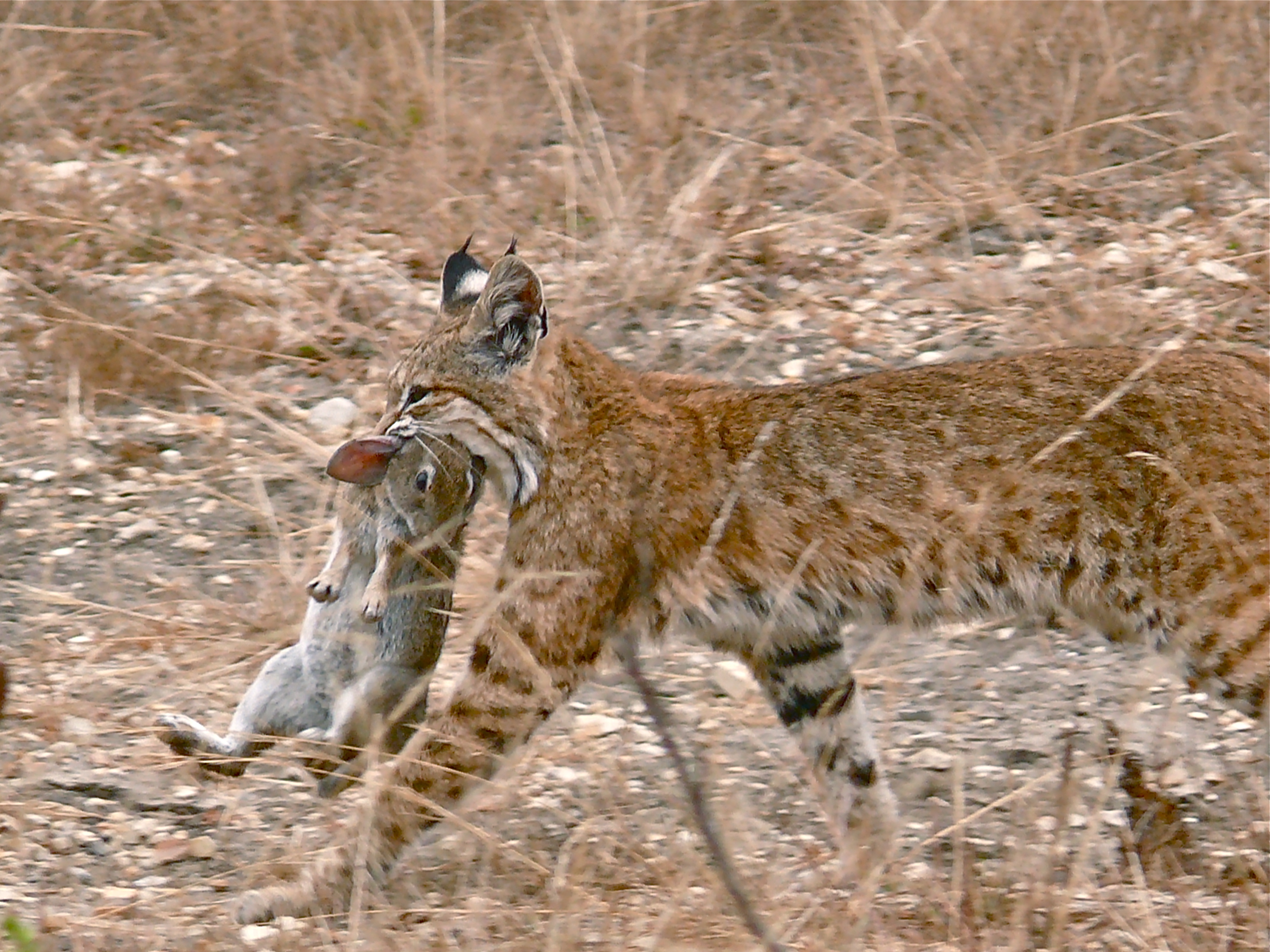
Conills i llebres, juntament amb rosegadors, són les preses més habituals del linx roig.

El linx roig és capaç de resistir llargs períodes sense aliment, encara que menja molt quan les preses són abundants. Durant els períodes de mancança, sovint caça grans preses i a les que torna per alimentar-se més tard. El linx roig caça apropant-se a les preses, portant a terme emboscades amb persecucions curtes o llençant-se sobre la presa. Les seves preses preferides són mamífers que pesen entre 0,68 i 5,7 quilograms, i que varien segons la regió. A l'est dels Estats Units és el conill de Florida, mentre que al nord és la llebre americana. Quan aquestes dues espècies coexisteixen, com succeeix a Nova Anglaterra, són la seva principal font d'aliment. Al llunyà sud, els conills i les llebres són substituïts per rates cotoneres com a font principal d'aliment. El linx roig és un predador oportunista que, al contrari que el més especialitzat linx canadenc, varien fàcilment la seva selecció de preses. Les investigacions han demostrat que la diversificació en la dieta està relacionada amb una disminució de la població de la seva presa principal, de manera que l'abundància d'aquesta és el principal condicionant de tota la seva dieta.
El linx roig caça animals de diferents mides, adaptant la seva tècnica de caça. Amb els animals petits, com rosegadors, esquirols, ocell, peixos e insectes, caça a zones conegudes per ser abundants en preses, esperant quiet i ajupit que les preses s'apropin. Aleshores salta sobre la presa, agafant-la amb les seves urpes retràctils esmolades. Per preses lleugerament més grans, com conills i llebres, espera amagat fins que es troben a una distància entre 6,1 i 11 metres, abans de llençar-se a l'atac. Menys sovint s'alimenta d'animals més grans com són guineus, visons, mofetes, petits gossos i gats domèstics. El linx roig és considerat l'amenaça predatoria més gran que té la grua cridanera americana.
Ocasionalment també cacen bestiar i aviram. Mentre que no es coneixen atacs sobre espècies grans com són els bous i els cavalls, si representen una amenaça pel petits rumiants com són ovelles i cabres. Segons el National Agricultural Statistics Service, el linx roig va matar 11.100 ovelles el 2004, el qual representa el 4,9% de totes les morts d'ovelles a mans de depredadors. No obstant això, un bon nombre d'atacs de linx roig sobre bestiar poden ser malinterpretats, atès que s'alimenta de carronya de bestiar mort per altres depredadors.
Se sap que mata cérvols, especialment a l'hivern quan les petites preses són escasses o quan les poblacions de cérvol són més abundants. Un estudi fet als pantans de Florida va demostrar que la majoria de les seves preses (33 de 39) eren cérvols, malgrat superar en 8 vegades el pes del linx roig. Assetja als cérvols, sovint quan descansen, i salta ràpid sobre ells i els subjecta pel coll abans de mossegar-los la gola o la base del crani. En les rares ocasions en les quals un linx roig mata un cérvol, es menja les entranyes i tot seguit amaga el cadàver cobrint-lo de neu o fulles, tornant sovint més tard per acabar de menjar-se'l.
La presa base del linx roig s'encavalca amb la d'altres depredadors de mida mitjana d'un nínxol ecològic similar. A Maine, les investigacions han mostrat poques proves de relacions de competència entre el linx roig i el coiot o la guineu roja. Les distàncies de separació i el solapament de territoris sembla aleatori entre els animals observats simultàniament. No obstant això, altres estudis han observat que les poblacions de linx roig poden disminuir en zones amb poblacions elevades de coiots. Amb el linx canadenc, la competència interespecífica afecta els patrons de distribució. És probable que l'exclusió competitiva del linx roig, hagi impedit una expansió cap al sud del seu cosí, el linx canadenc.

## Reproducció
El linx roig viu generalment entre 6 i 8 anys, amb alguns casos que poden arribar als 10 anys. Els casos coneguts de major longevitat són de 16 anys a la natura i 32 en captivitat.
Generalment comencen a aparellar-se durant el seu segon estiu, encara que les femelles poden començar el primer any de vida. La producció d'esperma comença cada any entre setembre i octubre. El mascle és fèrtil cap a l'estiu. Un mascle dominant viatja amb una femella i s'aparella amb ella diverses vegades des de l'hivern fins a principis de la primavera, fet que pot variar en funció de la localització, encara que generalment l'aparellament té lloc durant els mesos de febrer i març. Durant l'aparellament es produeix un festeig en el qual la parella pot dur a terme una sèrie de diferents comportaments, com poden ser el colpejar-se suaument, perseguir-se o fer-se emboscades. Altres mascles poden estar presents, però no s'involucren. Un cop el mascle reconeix que la femella és receptiva, la subjecta pel coll amb les urpes, un comportament típicament felí. Més tard, la femella es pot aparellar amb altres mascles, mentre que els mascles generalment s'aparellen amb diverses femelles. Durant el festeig, el normalment silenciós linx roig, pot deixar anar en veu alta crits, xiulets i altres sons. Investigacions fetes a Texas han suggerit que l'establiment d‘un territori és necessari per a la cria. Els animals estudiats que no tenien un territori establert, no van tenir cries identificades. La femella té un cicle estral de 44 díes, amb entre cinc i deu dies de zel. Els linxs rojos es mantenen reproductivament actius al llarg de tota la seva vida.
La femella cria sola als gatets, que poden ser entre 1 i 6 per ventrada, encara que generalment són de 2 a 4, i neixen l'abril o el maig, després d'un període de gestació que dura entre 60 i 70 dies. De vegades pot haver-hi una segona ventrada, que la femella dona a llum com a màxim al setembre. El naixement té lloc generalment en alguna mena d'espai tancat, que habitualment és una petita cova o un forat d'un tronc. Els joves obren els ulls el novè o desè dia, comencen a explorar els voltants a les quatre setmanes, i són deslletats als dos mesos. Entre el tercer i cinquè més comencen a viatjar amb la mare, i comencen a caçar pel seu compte cap a la fi del primer any. Poc després se separen de la mare. No obstant això, a Michigan, s'ha observat que romanen amb la mare fins a la següent primavera.

## Ecologia

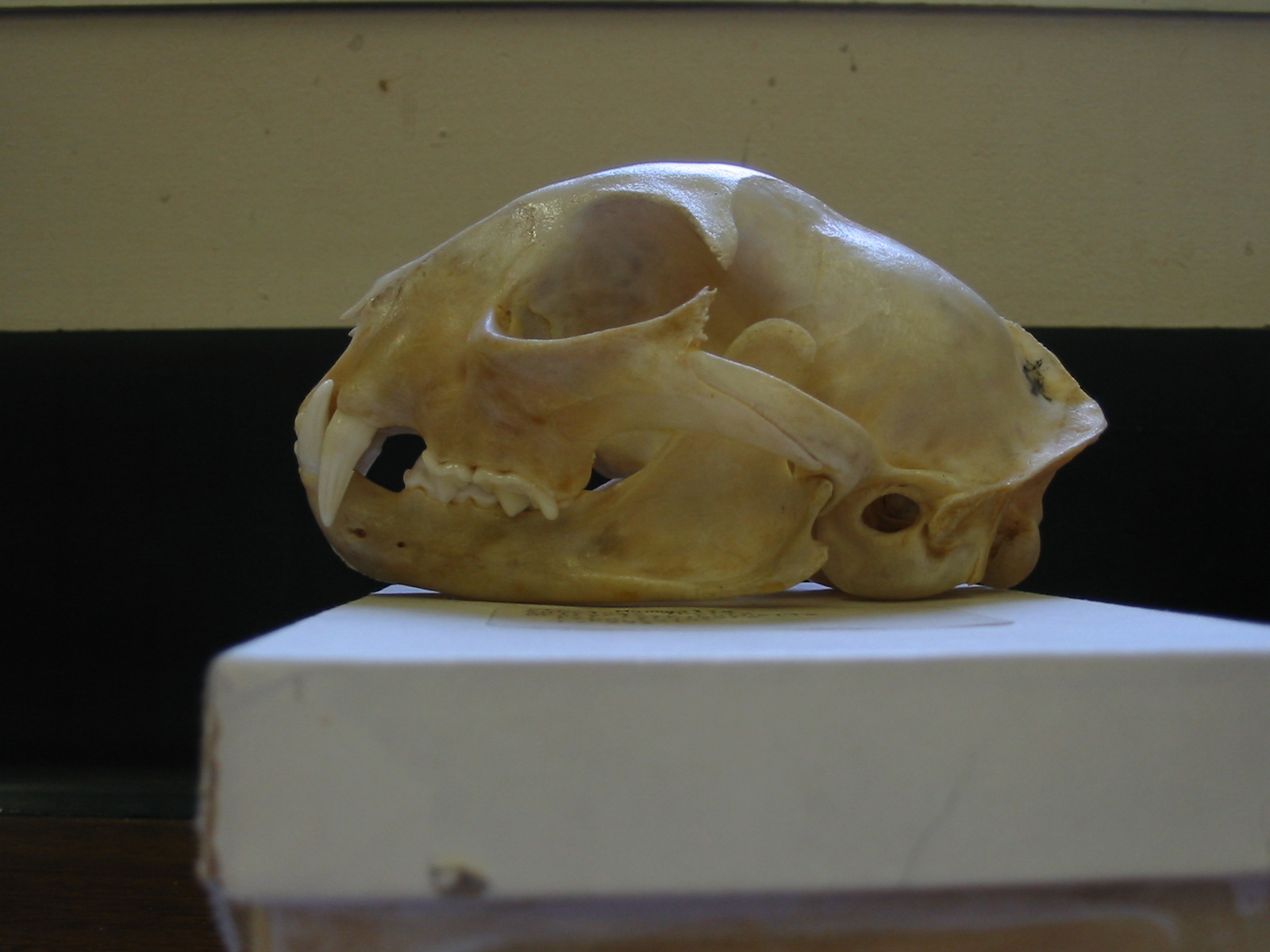
Crani de linx roig

Els linxs rojos adults tenen pocs depredadors més enllà de l'home, encara que poder morir a causa de conflictes interespecífics. Els pumes i els llops maten linxs rojos adults, un comportament observat repetidament al Parc Nacional de Yellowstone. Els coiots han mort també linxs adults, així com les seves cries. Els gatets poden ser capturats per diversos depredadors, com ara mussols, àguiles i guineus, així com per mascles adults de linx roig. Quan les preses no són abundants, és probable que pocs gatets arribin a adults.
Les malalties, els accidents, els caçadors, els automòbils i la fam en són les principals causes de mort. Els joves mostren una elevada mortalitat poc després de deixar les seves mares, mentre encara perfeccionen les tècniques de caça. Un estudi fet sobre 15 linxs rojos mostrà taxes anuals de supervivència pels dos sexes, d'una mitjana de 0,62, en concordança amb una altra investigació que suggeria ràtios d'entre 0,56 i 0,67. També hi ha registres que parlen de canibalisme tenint lloc quan el nombre de preses és baix, encara que és molt poc freqüent i no té una influència significativa sobre la població.
El linx roig pot tenir paràsits externs, sobretot paparres i puces, i portar sovint els paràsits de les seves preses, especialment les de conills i esquirols. Els paràsits interns (endoparàsits) són especialment comuns en els linxs rojos. Un estudi mostrà que un índex mitjà d'infeccions del 52% corresponent al Toxoplasma gondii, encara que amb una gran variació regional. Un àcar en particular, Lynxacarus morlani, fins ara només s'ha trobat en el linx roig. Encara no és clar en quina mesura intervenen els paràsits i les malalties en la seva mortalitat, encara que podrien ser més determinants que la fam, els accidents i els depredadors.

## Estat de conservació

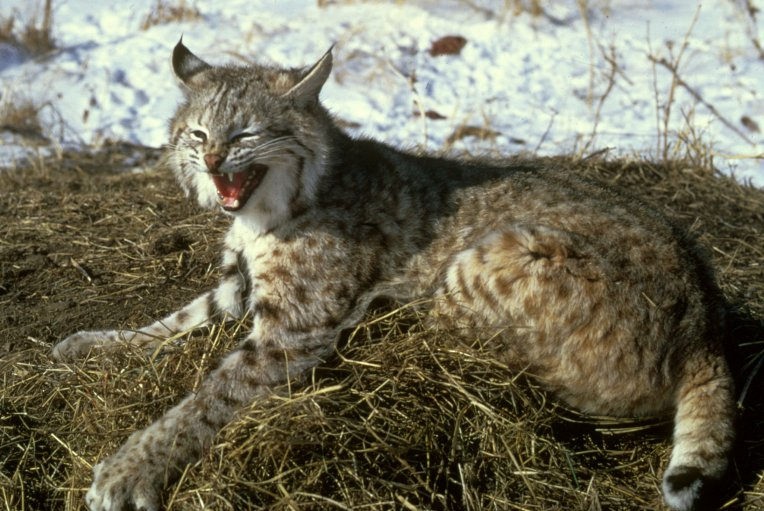
La població de linx roig ha disminuït a l'Oest Mitjà, encara que en general és estable i gaudeix de bona salut.

El linx roig es troba dins l'Appendix II del CITES, el qual vol dir que no es considera amenaçada d'extinció, però que la seva caça i comerç s'han de controlar estretament. L'animal està sota legislació als tres països on viu i es troba en un bon nombre d'àrees protegides dels Estats Units, el seu principal territori. Les estimacions del U.S. Fish and Wildlife Service situaven entre 700.000 and 1.500.000 el 1988 el nombre de linx roigs als Estats Units, amb un increment del seu territori i la seva densitat de població, suggerint fins i tot un nombre més gran d'individus en posteriors anys. Per aquesta raó els Estats Units han demanat al CITES que elimini el linx roig de l'Appendix II. Les poblacions del Canadà i Mèxic es mantenen estables i saludables. La UICN la cataloga com una espècie en «risc mínim», indicant que està relativament estesa i és abundant, encara que la informació del sud de Mèxic és pobre.
L'espècie és considerada en perill a Ohio, Indiana i Nova Jersey. Fou eliminada de la llista d'espècie amenaçades a Illinois el 1999 i a Iowa el 2003. A Pennsilvània la captura i caça limitada torna a ser permesa de nou, després d'haver estat prohibida entre 1970 i 1999. També va patir una disminució de la població a Nova Jersey cap al final del segle xix, com a conseqüència del desenvolupament del comerç i l'agricultura, el qual va provocar la framentació del seu hàbitat. Cap al 1972 rebé total protecció legal a l'estat, i el 1991 fou inclòs dins de les espècies en perill a l'estat de Nova Jersey. L. rufus escuinipae, la subespècie de Mèxic, fou considerada en perill pel U.S. Fish and Wildlife Service fins al 2005.
El linx roig ha estat molt apreciat per la seva pell, i ha estat caçat i capturat per humans, tot i que la seva població s'ha mantingut elevada, fins i tot al sud dels Estats Units, on és caçat extensivament. Indirectament, els gatets són més vulnerables a la caça donada la seva dependència d'una femella adulta durant els primers mesos de vida. Els anys 1970 i 80 veieren un increment sense precedents del preu del pelatge de linx roig, que va provocar una major interès en la seva cacera, encara que des dels anys 90 els preus van caure significativament. La caça controlada encara es produeix, amb la meitat de la mortalitat d'algunes poblacions atribuïda a aquesta causa. Com a resultat, l'índex de morts de linx roig és esbiaxat a l'hivern, quan la temporada de caça és oberta.

## Mitologia
A la mitologia nord-americana el linx roig sovint està agermanat a la figura del coiot com una dualitat. Els linx i el coiots estan associats amb la boira i el vent respectivament, dos elements que representen contraris al folklore amerindi. Aquesta història de base, amb moltes variacions, es troba a les cultures natives de Nord-amèrica (amb paral·lelismes a Sud-amèrica), encara que divergeixen en la narració. Una versió, que apareix al folklore dels nez percés, representa al linx i al coiot com a éssers contraposats. No obstant això, una altra versió els representa amb igualtat. Claude Lévi-Strauss sosté que el primer concepte, el dels bessons que representen contraris, és un tema inherent de les mitologies del Nou Món, encara que no són figures igualment equilibrades, i representen un dualitat oberta en lloc de la dualitat simètrica de les cultures del Vell Mon. La posterior idea, suggereix Lévi-Strauss, és el resultat d'un contacte regular entre els europeus i les cultures natives. A més, la versió trobada a la història dels nez percé és d'una major complexitat, mentre que la versió d'igualtat sembla haver perdut el seu significat original.
En un conte dels shawnee, el linx roig és enganyat per un conill, el qual dona lloc a les seves taques. Després de capturar un conill en un arbre, el linx és convençut de fer un foc, per escampar les brases pel seu pelatge, deixant-lo socarrimat amb taques de color marró fosc. Els mohaves creien que somiar habitualment amb éssers o objectes els donarien les seves característiques, com a poders sobrenaturals. Somiar en dues deïtats, el puma i el linx, creien que els atorgaria habilitats de caça superiors a les d'altres tribus. Els primers europeus que es van establir a Amèrica també van admirar aquest felí, tant per la seva ferocitat com per la seva gràcia.